# ブラジル海流

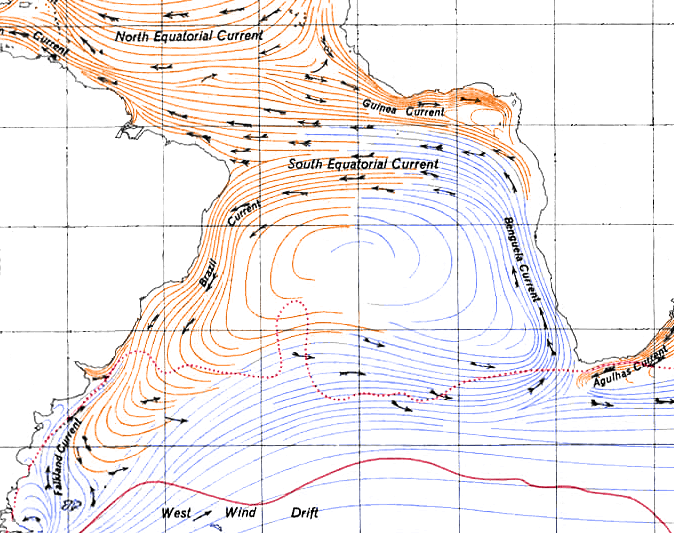

ブラジル海流（ブラジルかいりゅう、英: Brazil Current）とは南赤道海流がブラジルのブランコ岬沖で二分して、南下する海流をいう。ブラジル沿岸を南下し、南緯40度付近で北上してくるフォークランド海流と接して東に向かう。南半球の海流としては比較的強いものではあるが、北大西洋のメキシコ湾流ほど顕著なものではない。